# 全日本障害馬術大会
全日本障害馬術大会（ぜんにほんしょうがいばじゅつたいかい）は、日本馬術連盟が主催する障害馬術の全国大会である。パートIとパートIIに分かれ、パートIIは毎年9月頃、パートIは11月頃に開催されることが多い。開催地は奇数年のパートIIは西日本、パートIは東日本、偶数年はその逆でそれぞれ開催地を募集している。ただし2016年大会はFEI年次総会の東京開催のため馬事公苑で開催。ただし2017年から2022年までは馬事公苑が五輪に向けた改修のため当面の間三木ホースランドパークで開催。全日本障害飛越選手権は後日NHK Eテレで中継録画される。

## 競技種目
Part I
- 全日本障害飛越選手権 (大障害飛越競技A)
- 大障害飛越競技B
- 中障害飛越競技A
- 中障害飛越競技B
- フレンドシップ競技 (ノーマル)

Part II
- ダービー競技 (中障害)
- 内国産障害飛越競技 (中障害)
- 中障害飛越競技C
- 中障害飛越競技D
- フレンドシップ競技 (ノーマル)

## 歴代大会優勝
Part I
| 回 | 年度 | 全日本大障害飛越選手権                      | 大障害飛越競技B            | 中障害飛越競技A                       | 中障害飛越競技B                   | 開催会場                |
| -- | ---- | ------------------------------------------- | -------------------------- | ------------------------------------- | --------------------------------- | ----------------------- |
| 56 | 2004 | 上村利幸 ジュラシックパーク                 |                            | 中馬薫 ヨリス                         | 小宮山修 山紅葉                   | 杉谷馬事公苑            |
| 57 | 2005 | 杉谷泰造 Nジョイントベンチャー              |                            | 福島大輔 ケーリングトン               | 根岸淳 ファルコンラムジー         | 杉谷馬事公苑            |
| 58 | 2006 | 増山誠倫 トップギアⅠ                        |                            | 杉谷泰造 レオンカバロ                 | 林忠寛 メロディーR                | 杉谷馬事公苑            |
| 59 | 2007 | 広田龍馬 ゼロ                               |                            | 桝井俊樹 キープユアタッチ             | 福島大輔 ジョニークエスト         | JRA馬事公苑             |
| 60 | 2008 | 広田龍馬 ゼロ                               |                            | 小宮山修 エバレット                   | 林忠義 ブランドカスバ             | 杉谷馬事公苑            |
| 61 | 2009 | 林忠寛 テレキシオ                           |                            | 小宮山修 エバレット                   | 小宮山修 メープル                 | 日本中央競馬会 馬事公苑 |
| 62 | 2010 | 林忠寛 ラナシュン                           |                            | Thomas Holz ジョニーブロント          | 佃日出彦 スティッキー             | 杉谷馬事公苑            |
| 63 | 2011 | 山田晃嗣 カルビノZ                          |                            | 広田龍馬 ヤマヒロ                     | 佃日出彦 プリンスショコラ         | 日本中央競馬会 馬事公苑 |
| 64 | 2012 | 水山大輔 オフザロード                       |                            | 佐藤泰 如意                           | 桝井俊樹 アッパーエンド           | 杉谷馬事公苑            |
| 65 | 2013 | 宇都宮誉司 トゥーシェパス                   |                            | Thomas Holz ロビンソン                | 笠原太朗 ベルローズ               | 日本中央競馬会 馬事公苑 |
| 66 | 2014 | 佐藤泰 如意                                 |                            | 水山大輔 オフザロード                 | 片山志保 エルドゥオール           | 杉谷馬事公苑            |
| 67 | 2015 | 増山誠倫 ジョニーブロント                   |                            | 村岡一孝 フレーゲルZ                  | 木庭祥志 バルーベファンデブルフト | 日本中央競馬会 馬事公苑 |
| 68 | 2016 | 福島大輔 グラムアー                         | 小牧加矢太 ラムーア88      | 森裕悟 ブロードウェイ                 | 木原康弘 ブルース                 | 日本中央競馬会 馬事公苑 |
| 69 | 2017 | 福島大輔 グラムアー                         | 渡辺祐香 ロイヤルズサン    | 木原康弘 ブルース                     | 伊濱武史 可憐シャルロッテ         | 三木ホースランドパーク  |
| 70 | 2018 | 広田思乃 ライフ・イズ・ビューティフル       | 岩館正彦 I'mキングスクロス | 片山篤 クールK                        | 森裕悟 ファンタジスタ             | 三木ホースランドパーク  |
| 71 | 2019 | 小池啓補 ノスコデブロンデル                 | 中野善弘 CRNベガス         | 佐藤泰 慈龍                           | 平永健太 C'sヴェルビータ          | 三木ホースランドパーク  |
| 72 | 2020 | 小牧加矢太 ガルーファンデスケンメルスベルグ |                            | 林義昌 デスペラードAM                 | 佐藤泰 ビューティー               | 三木ホースランドパーク  |
| 73 | 2021 | 鯨岡啓輔 エリオットVI                       |                            | 滝澤和希 CRNディガー                  | 高田崚史 キャバリエブリン         | 三木ホースランドパーク  |
| 74 | 2022 | 鯨岡啓輔 エリオットVI                       |                            | 波里有輝 モルガナ・バンデルイスヘイデ | 山口敬介 クインティナ             | 三木ホースランドパーク  |
| 75 | 2023 | 谷口真一                                    |                            |                                       |                                   | 三木ホースランドパーク  |

Part II
| 回 | 年度 | ダービー競技                           | 内国産障害飛越競技            | 中障害飛越競技C                 | 中障害飛越競技D             | 開催会場                       |
| -- | ---- | -------------------------------------- | ----------------------------- | ------------------------------- | --------------------------- | ------------------------------ |
| 56 | 2004 | 佐藤英賢 ルイ・ティンクル              |                               | 笠松拓馬 シターン               | 林忠寛 クリーンヒット       | ヤマハつま恋乗馬倶楽部         |
| 57 | 2005 | 衛藤敬三 ナイスホップス                |                               | 水山大輔 コロネル               | 猪木蘭 シターン             | ヤマハつま恋乗馬倶楽部         |
| 58 | 2006 | (中止)                                 | (中止)                        | (中止)                          | (中止)                      | (中止)                         |
| 59 | 2007 | (中止)                                 | (中止)                        | (中止)                          | (中止)                      | (中止)                         |
| 60 | 2008 | 佃日出彦 ミスティカル                  |                               | 西塚重二 サフィール             | 林成次 シークレットコード   | 御殿場市馬術・スポーツセンター |
| 61 | 2009 | 岡村実 ラタミールトーマ                | 岡田有里 ウィルステップ       | 徳山紗映子 タレント             | 渡辺祐香 ブギーズZ          | 三木ホースランドパーク         |
| 62 | 2010 | 佃日出彦 ミスティカル                  | 川口雅美 セルシオーレ         | 香田彬彦 叢雲                   | 細川紗恵美 ダルコJ          | 御殿場市馬術・スポーツセンター |
| 63 | 2011 | 小宮山修 ナチョ・リブレ                | 福島勇 オンブレ・サーティーン | 脇本優衣 ファイネストⅠ          | 井上駒美子 オーバーダン     | 三木ホースランドパーク         |
| 64 | 2012 | 佐々ゆかり 宝林                        | 福島勇 オンブレ・サーティーン | 村岡一孝 ヴィアボルタ           | 福永拓也 ビ・ホールデン     | 御殿場市馬術・スポーツセンター |
| 65 | 2013 | 佐藤泰 黒姫                            | 福島勇 オンブレ・サーティーン | 福永拓也 ビ・ホールデン         | 深水伸平 ディアダム         | 三木ホースランドパーク         |
| 66 | 2014 | 楢岡定雄 ピンカートン                  | 福島勇 オンブレ・サーティーン | 中村陽樹 プーカ                 | 西崎純郎 ドリーム・ハート   | ノーザンホースパーク           |
| 67 | 2015 | 岩館正彦 ワンダ                        | 中野正幸 ゼーァ・クルーク     | 宇津木陸 エタジュニ             | 原理沙子 ロイヤルブラン     | 三木ホースランドパーク         |
| 68 | 2016 | 細野茂之 将軍Ⅰ                         | 古市英莉伽 アンシェーヌ       | 木村早希子 ヴェリシナ           | 中島双汰 ダイワシュガー     | 御殿場市馬術・スポーツセンター |
| 69 | 2017 | 細野茂之 将軍Ⅰ                         | 滝澤和希 タガノマキシマム     | 香田彬彦 ケースコーポレーション | 西塚愛由美 カイパラキャッチ | ノーザンホースパーク           |
| 70 | 2018 | 佐藤泰 黒姫                            | 吉澤和紘 テーオーダンシング   | 上村司 ディ・ヴェルディ         | 福島章 エミネンス           | つま恋乗馬倶楽部               |
| 71 | 2019 | 広田思乃 オラシオン・デ・オーロ        | 塚本敏一 フリーデン・アポロ   | 眞田翔 エメルソン               | 津田晴香 ヴィゼル           | つま恋乗馬倶楽部               |
| 72 | 2020 | 広田龍馬 グッドルーカス                | 中島双汰 ダイワシュガー       | 眞田翔 エメルソン               | 広田大和 グッドルーカス     | 三木ホースランドパーク         |
| 73 | 2021 | 佐藤泰 黒姫                            | 西崎純郎 タケルブラック       | 広田大和 ブレイヴスターズofヤス | 鯨岡啓輔 遠宝18             | 三木ホースランドパーク         |
| 74 | 2022 | 佐藤賢希 ハリーM 佐藤賢希 コンタドーラ | 深水伸平 トオノ・インパルス   | 西脇小夜子 セルヴィス           | 眞田蒼 デイリーニュース     | 三木ホースランドパーク         |
| 75 | 2023 |                                        |                               |                                 |                             | ノーザンホースパーク           |